# Viola Amherd
Viola Patricia Amherd (Brig-Glis, Wallis kanton, 1962. június 7. –) svájci politikus, védelmi miniszter, 2024-ben a Svájci Államszövetség elnöke.

## Élete
1962. június 7-én született a Wallis kantonbeli Brig-Glisban. 1969-től a helyi általános iskola elvégzése után 1982-ig a brigi gimnáziumba, majd a Freiburgi Egyetemre járt, ahol 1987-ben jogi végzettséget szerzett. 
1997 és 2000 között Brig-Glis községnek alelnöke, 2000 és 2012 között pedig elnöke volt.
2005 és 2018 között a Svájci Nemzeti Tanács tagja vol.

## Dokumentáció
- Christof Franzen: Viola Amherd – Unterwegs mit der Verteidigungsministerin. In: SRF DOK, 7. Januar 2021 (YouTube)

## Fordítás
- Ez a szócikk részben vagy egészben  a   Viola Amherd című német Wikipédia-szócikk fordításán alapul.  Az eredeti cikk szerkesztőit annak laptörténete sorolja fel. Ez a jelzés csupán a megfogalmazás eredetét és a szerzői jogokat jelzi, nem szolgál a cikkben szereplő információk forrásmegjelöléseként.